# Вюльнер, Франц
Франц Вюльнер (нем. Franz Wüllner; 28 января 1832, Мюнстер — 7 сентября 1902, Браунфельс) — немецкий композитор и дирижёр. Отец певца Людвига Вюльнера.

## Биография
В отрочестве учился игре на скрипке и фортепиано в Дюссельдорфе, занимаясь, в том числе, у Антона Шиндлера. В 1850—1854 гг. Вюльнер много концертировал по Европе, исполняя, прежде всего, сонаты Бетховена; одновременно он брал уроки, где только это было возможно, — в том числе у Йозефа Иоахима, Игнаца Мошелеса, Фердинанда Давида и Иоганнеса Брамса, с которым сдружился на долгие годы. В 1858—1865 гг. Вюльнер был музикдиректором в Ахене, затем работал в Мюнхене, где, в частности, дирижировал первыми представлениями опер Вагнера «Золото Рейна» (22 сентября 1869) и «Валькирия» (26 июня 1870); Вагнер, как считается, остался недоволен премьерами и для первых постановок обеих опер на Байройтском фестивале привлёк другого дирижёра. Затем, в конце 1870-х, Вюльнер преподавал в Дрезденской консерватории, и, наконец, с 1884 г. обосновался в Кёльне, где руководил Гюрцених-оркестром. Среди учеников Вюльнера в кёльнский период были, в частности, Фолькмар Андрее, Виллем Менгельберг, Элли Ней, Фредерик Сток, Дирк Шефер и др. Вюльнер покровительствовал ряду молодых композиторов, среди которых был Рихард Штраус; ещё в Дрездене под управлением Вюльнера была сыграна 27 ноября 1882 г. премьера Серенады для духовых Op. 7, а Гюрцених-оркестр впервые исполнил симфонические поэмы Штрауса «Весёлые проказы Тиля Уленшпигеля» (5 ноября 1895) и «Дон Кихот» (8 марта 1898).
В композиторском наследии Вюльнера выделяется хоровая музыка, в том числе «Miserere» (op. 26) и «Stabat Mater» (op. 45), а также ряд камерных произведений.
Именем Вюльнера названа улица в Мюнхене (нем. Franz-Wüllner-Str).